# NGC 4688
NGC 4688 é uma galáxia espiral barrada (SBc) localizada na direcção da constelação de Virgo. Possui uma declinação de +04° 20' 09" e uma ascensão recta de 12 horas, 47 minutos e 46,5 segundos.
A galáxia NGC 4688 foi descoberta em 17 de Abril de 1786 por William Herschel.